# Machine Gun (Warrant)
Machine Gun è un singolo del gruppo musicale statunitense Warrant, il primo estratto dal loro terzo album in studio Dog Eat Dog nel 1992.
Fu l'ultimo brano del gruppo a entrare in classifica e raggiunse la trentaseiesima posizione della Mainstream Rock Songs.

## Tracce
1. Machine Gun – 3:43
2. Inside Out – 3:16
3. Lincolns, Mercurys and Fords – 2:29

## Classifiche
| Classifica (1992)             | Posizione massima |
| ----------------------------- | ----------------- |
| Stati Uniti (mainstream rock) | 36                |